# 埃瓦索恩吉羅河
埃瓦索恩吉羅河（Ewaso Ng'iro）是肯亞的河流，發源自肯亞山西面，山上的冰川帶來充足的河水供應，上游流域是15,200平方公里。在乾旱的肯亞北部，河水為河道兩岸孕育大量野生生物，形成綠洲。埃瓦索恩吉羅河朝北轉東流動，最後流入納特龍湖。